# Tellermine 43
La Tellermine 43 era una mina antitanque alemana circular cubierta de acero, utilizada durante la Segunda Guerra Mundial. Era una versión simplificada de la Tellermine 42, que permitía técnicas de producción más simples. Entre marzo de 1943 y el final de la Segunda Guerra Mundial, Alemania produjo más de 3,6 millones de estos dispositivos. Varios países produjeron copias de la mina, incluidos Dinamarca (M/47), Francia (Modelo 1948) y Yugoslavia (TMM-1).

## Descripción
La cubierta de la Tellermine era circular, se elevaba hacia el centro con una gran placa de presión plana y se instalaba un asa de transporte de metal rectangular al costado de la mina. La placa de presión se asentaba sobre el pozo de la boquilla, que podía contener una boquilla de pasador de seguridad T.Mi.Z.42 o una boquilla de liberación de bola T.Mi.Z.43. La mina se armaba retirando la placa de presión, enroscando una espoleta en el pozo de la espoleta y luego, volviendo a enroscar la placa de presión. En el fondo del pozo de espoletas había una carga de refuerzo de PETN rodeada por la carga principal en forma de dona del explosivo TNT. La mina, tenía pozos de espoletas secundarios ubicados en el costado y la base para permitir la instalación de dispositivos anti-manipulación, en caso de ser necesario. Además, la espoleta T.Mi.Z.43 contaba con un dispositivo antideslizante integral de serie, esto era: cuando la espoleta se insertaba y la placa de presión se atornillaba en su lugar, cortaba un pasador de armado débil en la espoleta con un chasquido audible. Esta acción armaba el dispositivo anti-manipulación. A partir de entonces, cualquier intento de desarmar la mina desenroscando la placa de presión activaba automáticamente la detonación. 
Como es imposible determinar qué tipo de espoleta se ha instalado, no se debe quitar ninguna placa de presión de una Tellermine. La Tellermine 43 también podía equiparse con una espoleta de barra inclinable opcional, que se atornillaba en la cavidad de la espoleta lateral. Las minas antitanques con este tipo de espoleta podían infligir mucho más daño a los vehículos blindados. Esto se demostró en numerosas ocasiones en la Campaña de Normandía. El 8 de junio de 1944, un tanque Sherman estaba acompañando al segundo Batallón de Guardabosques en un ataque contra la batería Maisy, atropelló una Tellermine y fue volado en pedazos con una pérdida total de la tripulación. El sargento John Robert "Bob" Slaughter describió la escena: «La energía explosiva de esa mina oculta envió el tanque Sherman de 32 toneladas a la zanja a su lado. Esta escena se hizo eco de la sangrienta y grotesca carnicería del Día D., en un minuto eran jóvenes sanos, y al siguiente eran brazos y piernas ensangrentados envueltos en torsos ensangrentados. Encontramos partes del cuerpo y zapatos con los pies todavía clavados a veinticinco yardas de distancia».

## Especificaciones
- Altura: 102 mm (4 in)
- Diámetro: 318 mm (12.5 in)
- Peso: 9,9 kg
- Contenido explosivo: 5-5.5 kg (12 lb 2 oz)  TNT (a veces Amatol)
- Peso de activación: 100-180 kg (220-400 lb)